# Єфремов Олександр Іларіонович
Олександр Іларіонович Єфремов (нар. 23 квітня 1904, місто Москва — 23 листопада 1951, місто Москва, Російська Федерація) — радянський державний і громадський діяч, заступник голови Ради міністрів СРСР (1949—1951), голова Московської міської ради (1938—1939). Депутат Верховної Ради Російської РФСР 1-го скликання. Депутат Верховної Ради СРСР 2—3-го скликань. Член ЦК ВКП (б) (1939-1951).

## Біографія
Народився 10 (23) квітня 1904 року в родині робітника.
У 1916—1919 роках — підручний слюсаря механічних майстерень Московсько—Білорусько—Балтійської залізниці в Москві.
У 1919—1921 роках — завідувач господарсько-фінансового відділу Краснопресненського районного комітету комсомолу (РКСМ) Москви. У 1921—1923 роках — учень слюсаря, слюсар Московського авіаційного заводу «Дукс», одночасно секретар осередку РКСМ заводу.
У 1923—1926 роках — червонофлотець, курсант Військово-морського училища імені Фрунзе в Ленінграді.
Член РКП(б) з 1924 року.
У 1926—1929 роках — інспектор президії Московської губернської спілки споживчих товариств.
У 1929—1930 роках — слюсар—інструментальник Московського заводу пристосувань і штампів тресту «Оргметал», одночасно секретар осередку ВКП(б) заводу.
У 1930—1932 роках — студент Московського інституту сільськогосподарського машинобудування. У 1932—1935 роках — студент Московського верстатобудівного інституту.
У 1935—1937 роках — інженер, майстер зміни, заступник начальника і начальник механічного цеху № 2 Московського верстатобудівного заводу імені Орджонікідзе. У квітні — липні 1937 року — начальник планово-виробничого відділу, головний диспетчер, а у липні — вересні 1937 року — заступник директора Московського верстатобудівного заводу імені Орджонікідзе.
У вересні 1937 — квітні 1938 року — директор Московського верстатобудівного заводу імені Орджонікідзе.
У квітні — вересні 1938 року — заступник голови виконавчого комітету Московської обласної Ради.
9 вересня — 11 грудня 1938 року — голова виконавчого комітету Московської обласної Ради.
3 листопада 1938 — 14 квітня 1939 року — голова Московської міської Ради.
У лютому 1939 — 17 квітня 1940 року — 1-й заступник народного комісара важкого машинобудування СРСР.
17 квітня 1940 — 5 червня 1941 року — народний комісар важкого машинобудування СРСР.
5 червня 1941 — 8 березня 1949 року — народний комісар (міністр) верстатобудування СРСР. Одночасно у вересні 1941 — 1942 року — заступник народного комісара танкової промисловості СРСР.
8 березня 1949 — 23 листопада 1951 року — заступник голови Ради Міністрів СРСР, член Бюро—Президії Ради Міністрів СРСР, голова Бюро РМ СРСР з машинобудування і електропромисловості.
Помер у Москві. Урна з прахом встановлена на Красній площі в Кремлівській стіні (ліва сторона № 28).

## Нагороди
- два ордени Леніна (15.04.1939,)
- орден Кутузова ІІ ступеня
- орден Трудового Червоного Прапора
- медаль «За оборону Москви»
- медаль «За доблесну працю у Великій Вітчизняній війні 1941—1945 рр.»
- медаль «За перемогу над Німеччиною у Великій Вітчизняній війні 1941—1945 рр.»
- медаль «В пам'ять 800-річчя Москви»

## Пам'ять
Ім'я Єфремова було присвоєно в 1951 році Московському верстатобудівному заводу «Червоний пролетар» Ім'я Єфремова було присвоєно також Новосибірському заводу «Тяжстанкогидропресс». Довгий час його ім'я носила одна з площ міста Новосибірська, перейменована пізніше в Площу Сибіряків-Гвардійців.